# Bras Canot
Bras Canot est un quartier de la commune française de Saint-Benoît, à La Réunion. Nommé selon un cours d'eau voisin, il est situé sur la rive droite de la rivière des Marsouins au sud-ouest du centre-ville et à l'ouest de Bras-Fusil.

## Histoire
Au milieu du XIXe siècle, la localité possède une usine sucrière où trouve à s'employer Auguste Logeais, qui sur son temps libre écrit des nouvelles et des lettres qu'un ami réunit plus tard dans un recueil intitulé Loisirs. On y trouve ce qui est probablement la première représentation visuelle de la localité.